# Das nackte Brot
Das nackte Brot (arabisch الخبز الحافي, DMG al-Ḫubz al-ḥāfī) ist ein autobiografischer Roman des marokkanischen Autors Mohamed Choukri. Der Roman wurde 1972 auf Arabisch verfasst und 1973 von Paul Bowles unter dem Titel For Bread Alone ins Englische übersetzt. 1981 folgte die französische Übersetzung Le pain nu durch Tahar Ben Jelloun. Die arabische Originalfassung des Romans, in dem der Autor in seinem Land tabuisierte Themen wie Drogenkonsum, Homosexualität, sexualisierte Gewalt und Prostitution anspricht, wurde erst 1982 veröffentlicht. Der Roman wurde in 39 Fremdsprachen übersetzt.

## Inhalt
Der Roman spielt in den 1940er Jahren, als Marokko unter dem Protektorat von Frankreich und Spanien stand. 
Der Roman erzählt von einem Mann, der bis zu seinem 20. Lebensjahr Analphabet war. Er wächst in berberischen Bauernfamilie aus dem Rif-Gebirge auf. Aus schierer Not, zu überleben, zieht die Familie nach Tanger, wo nichts besser wird und wo sie sich aus Abfällen in den Mülltonnen ernährt. Der Vater ist gewalttätig, ein Säufer, der einen Bruder des Erzählers erwürgt und sein Verbrechen vertuscht.
Die Mutter sucht Hilfe bei Wahrsagerinnen und zündet Kerzen an den Gräbern von Heiligen an, um Gott um die Freilassung ihres Mannes zu bitten. Sie verkaufte Obst und Gemüse auf den Stadtmärkten, während Choukri sich von den Abfällen der Reichen ernährt. 
In dieser Umfeld kommt der Junge mit moralisch fragwürdigen Personen und Gruppen in Kontakt und lernt das harte Leben eines Straßenjungen kennen. Er macht sich in einem kriminellen und durch Gewalt geprägtem Milieu abhängig von Prostituierten – Asiya, Fatima und Slafa –, und er prostituiert sich schließlich selbst.
Am Ende des Romans, der Protagonist ist jetzt 21 Jahre alt, meldet er sich in einer Schule an, um Lesen und Schreiben zu lernen. Es ist das Jahr 1956, und Marokko wird in ebendiesem Jahr ein unabhängiges Land.

## Interpretation
Der Protagonist des Romans wuchs in einer Familie auf, in der die Rolle des Vaters von Ungerechtigkeit und Grausamkeit geprägt war. Der Vater konsumierte Schnupftabak und lästerte über Gott. Die Gewalt, in der der Sohn aufwuchs, führte zu seiner inneren und moralischen Zerstörung und ließ ihn das traditionelle Familienmodell, an dessen Spitze der Vater stand, ablehnen. Der Autor zielt darauf ab, die symbolische Stellung des Vaters zu zerstören und seine Autorität zu brechen, da sie die Ursache des Leids des Protagonisten darstellt. Dieser empfand sogar Unzufriedenheit über die Lacher seiner Mutter in Gegenwart seines Vaters. Seine Abneigung äußert sich in starken Worten: „Verdammt seien alle Väter, wenn sie wie mein Vater sind“ und „Ich hasse Menschen, die meinem Vater ähneln.“
Sein tiefer Hass auf seinen Vater trieb ihn dazu, die männlich dominierte Gesellschaft durch eine weibliche zu ersetzen, und in ihm entwickelte sich eine Neigung zu Gewalt und Rache. „In meiner Fantasie kann ich nicht zählen, wie oft ich ihn getötet habe“, gesteht er. Als er Zeuge wurde, wie sein Vater vor seinen Augen geschlagen wurde, empfand er diesen Anblick als eine Form der Genugtuung.

## Geschichte des Buches
Das nackte Brot ist der erste Teil der autobiografischen Erzählung von Mohamed Choukri, der drei Werke umfasst. Neben diesem Buch gibt es noch Zeit der Fehler und Gesichter. Mohamed Choukri wurde von dem amerikanischen Paul Bowles, der damals in Tanger lebte, das Buch zu schreiben.

## Rezeption
Tahar Ben Jelloun übersetzte das Manuskript von Das nackte Brot ins Französische, und der Verlag Maspero veröffentlichte es. Das Buch wurde von Kritikern und Lesern positiv aufgenommen, und Choukri wurde zu einem arabischen Schriftsteller, bevor sein Werk auf Arabisch veröffentlicht wurde. In Marokko war das Buch bis zum Jahr 2000 verboten. Das Manuskript blieb zehn Jahre lang in den Schubladen des Autors, bevor er es auf eigene Kosten in Marokko veröffentlichte. 
Dieses Werk erregte Aufsehen und wurde in den meisten arabischen Ländern verboten, da seine Kritiker es als zu gewagt und nicht im Einklang mit den Traditionen der arabischen Gesellschaften ansahen. Das Buch ist nach wie vor in vielen arabischen Ländern verboten oder der Verkauf zumindest stark eingeschränkt.
2004 verfilmte der algerische Regisseur Rachid Benhadj das Buch unter dem Titel El khoubz el hafi.
2020 veröffentlichte der Verlag Éditions Alifbata die Comic-Version des Romans unter dem Titel Le painnu mit Zeichnungen von Abdelaziz Mouride (1949–2013). Da der Autor vor der endgültigen Fertigstellung des Buchs verstarb, ist nur ein Teil des Comics in Farbe ausgeführt.

## Ausgaben
- Das nackte Brot. Aus dem Arabischen von Georg Brunold. Vitolibro, Timmendorf 2020.